# Quý Cảng
Quý Cảng (tiếng tráng: Gveigangj, chữ Hán giản thể: 贵港; bính âm: Guìgǎng) là một địa cấp thị ở Khu tự trị Choang Quảng Tây.

## Địa lý và khí hậu
Quý Cảng nằm ở trung tâm tỉnh Quảng Tây, giữa năm thành phố lớn của tỉnh này là: Nam Ninh, Quế Lâm, Liễu Châu, Bắc Hải, và Ngô Châu. Vị trí này đã khiến nó là trung tâm kinh doanh và giao thông vận tải. Quý Châu có một tuyến đường sắt, nhiều đường quốc lộ và một đường cao tốc và một cảng lớn trên Tây Giang, nối trực tiếp với đồng bằng châu thổ Châu Giang. Diện tích Quý Cảng là 10.595 km².
Khí hậu bán nhiệt đới gió mùa với nhiệt độ trung bình 21 °C. Lượng mưa hàng năm là 1.428mm.

## Hành chính
Quý Cảng có 1 thành phố cấp huyện, 3 quận nội thành, và 1 huyện.
Thành phố cấp huyện:
- Quế Bình (桂平市)

Các quận nội thành:
- Cảng Bắc (港北区)
- Cảng Nam (港南区)
- Khu quản lý Đàm Đường (覃塘管理区)

Các huyện:
- Bình Nam (平南县)

## Dân số
Quý Cảng có dân số 5.033.101 người.

## Kinh tế
GDP năm 1998 của Quý Cảng là 10 tỷ nhân dân tệ, tăng 7% so với năm 1997. Các ngành chính: giao thông vận tải, tàu biển, hậu cần là những ngành chính. Hơn 10 triệu tấn hàng qua cảng này mỗi năm. Các ngành công nghiệp: hóa chất, dược, luyện kim, dệt, in, thực phẩm. Nông nghiệp: ngũ cốc, thuốc lá, trà, rau.